# ارتفاعات مرکزی سریلانکا
ارتفاعات مرکزی سریلانکا یک میراث جهانی شناخته‌شده در سریلانکا است. در تاریخ ۳۱ ژوئیه ۲۰۱۰، کمیته میراث جهانی در سی و چهارمین نشست خود در برازیلیا ارتفاعات مرکزی سریلانکا را به عنوان مکان جدید میراث جهانی به ثبت رساند. این سایت شامل منطقه حفاظت شده Peak Wilderness، پارک ملی Horton Plains و جنگل حفاظت‌شده نکلس است. این سه جنگل‌های بارانی هستند که ارتفاع آنها به ۲٬۵۰۰ متر از سطح دریا می‌رسد. این منطقه شامل انواع مختلفی از پستانداران از جمله میمون خرسی Trachypithecus vetulus monticola (زیر گونه ای از لنگور صورت‌بنفش) و چشم‌گرد لاغر قرمز هورتون پلینز Loris tardigradus nycticeboides (زیرگونه ای از چشم‌گرد لاغر قرمز) است. 
این نخستین مکان میراث جهانی سریلانکا است که طی ۲۲ سال از زمان ثبت ذخیره جنگلی Sinharaja در سال ۱۹۸۸ ثبت شده‌است.

## مکان‌ها
جنگل‌های بارانی مونتانه سریلانکا نمایانگر جنگل‌های مرطوب مونتانه و زیرمونتانه بالای ۱٬۰۰۰ متر در ارتفاعات مرکزی و در رشته‌کوه‌های نکلس است. نیمی از گیاهان گلدار بومی سریلانکا و ۵۱ درصد از مهره‌داران بومی به این بوم‌گرد محدود شده‌اند. پنج گونه پستاندار بومی و هشت گونه پستاندار نیمه-بومی در این منطقه بوم‌گردی زندگی می‌کنند. این منطقه همچنین دارای پنج گونه پرنده بومی و ۲۰ مورد نیمه-بومی است. این سایت شامل سه منطقه حفاظت شده‌است:
- پناهگاه Peak Wilderness
- پارک ملی Horton Plains
- رشته‌کوه نکلس

پناهگاه Peak Wilderness یک پناهگاه حیات‌وحش به مساحت ۲۲٬۳۸۰ هکتار است که در تاریخ ۲۵ اکتبر ۱۹۴۰ تاسیس شد. پارک ملی Horton Plains در همسایگی مرز شرقی آن است. پارک ملی Horton Plains در ابتدا در ۵ دسامبر ۱۹۶۹ به عنوان پناهگاه طبیعی شناخته شده بود، اما در ۱۶ مارس ۱۹۸۸ به مرتبه پارک ملی ارتقا یافت. رشته‌کوه نکلس در سمت شمال‌شرقی واقع شده و گیاهان و جانوران بومی آن متفاوت از جنگل مونتانه است.